# Aéroport de Tiksi
L'aéroport de Tiksi est un aéroport militaire russe situé à 7 kilomètres au nord de Tiksi, en République de Sakha.

## Histoire
Pendant la période soviétique, il a été utilisé comme un aéroport d'étape pour l'aviation stratégique. Le Haut Commandement de l'armée de l'air y a affecté des Tupolev Tu-95.